# جوان سوير
جوان سوير (بالإنجليزية: Joan Sawyer)‏ هي ناشطة حق المرأة بالتصويت ‏ وسيدة أعمال وملحنة أمريكية، ولدت في 11 أكتوبر 1887 في إل باسو في الولايات المتحدة، وتوفيت في نوفمبر 1966.

## روابط خارجية
- جوان سوير على موقع IMDb (الإنجليزية)
- جوان سوير على موقع قاعدة بيانات برودواي على الإنترنت (الإنجليزية)